# Asahi (sörgyár)
Az Asahi (アサヒビール株式会社  Hepburn átírással: Asahi Bīru Kabushiki Gaisha, magyaros átírással: Aszahi Bíru Kabusiki Gaisa) Japán egyik legjelentősebb sörgyártó társasága; központja a japán főváros, Tokió. Az „Asahi” (朝日) egyébiránt felkelő napot jelent a japán nyelvben.
Egy felmérés szerint 2009-ben a japán sörpiac részvényeinek 40%-a tartozott a vállalathoz.
A vállalat elsődleges terméke az 1957-es évektől egészen az 1980-as évek végéig az ún. Asahi Gold volt (mely megelőzte az eredeti recept szerint készített Asahi Draftot). 1987-ben mutatták be az Asahi Super Dry névre hallgató terméket, mely igazán megindította a japánok imádatát a száraz sörök iránt; mindez az Asahi drámai növekedésével járt az üzleti életben, olyannyira, hogy felülmúlta a korábbi második legrangosabb vállalatot, a Sapporo Sörgyárat, eladásokban és bevételben egyaránt.

## Történet
Az Asahi vállalatot eredetileg Oszakában alapították, „Oszaka Sörvállalat” (大阪麦酒会社 Hepburn átírással: Ōsaka Bakushu Kaisha) néven 1889-ben. Az első világháborúban német hadifoglyok dolgoztak a gyárban. Japán így próbálta eltanulni a sörfőzés európai fortélyait. Ennek eredménye lett az Asahi, melyet úgy tartottak számon, mint a japán sör, mely vetekszik a németekével.
1990-ben az Asahi 19,9%-os részesedést szerzett az ausztrál Elders IXL sörgyárból, mely azóta– legnépszerűbb termékük után – Foster’s Group néven üzemel.
2009-ben megszerezte a Cadbury Schweppes ausztrál italegységeit.
Ezen felül 19,9%-os részesedésre tett szert a kínai Tsingtao Sörgyárból az Anheuser-Busch InBev társaságtól 667 millió dollárért. Ez a vétel tette lehetővé, hogy az Asahi Sörgyárak Zrt. lett a Tsingtao Sörgyár után a második legnagyobb részvényese a kínai társaságnak.
2011 júliusában felvásárolta az új-zélandi Charle’s üdítőgyárat, valamint az ausztrál P&N Üdítővállalat víz és üdítőital megosztását is kezében tartotta.
2011 augusztusában 97.6 milliárd yen értékben megvette a szintén új-zélandi Independent Liquor vállalatot, mely többek között a Vodka Cruiser, és számos más alkoholos ital gyártója.
2016 májusában az Európai Bizottság jóváhagyta az AB Inbev és a SABMiller sörgyártó konszernek fúzióját, melynek részeként a SABMiller - az engedélyezés érdekében tett kötelezettségvállalásként - vállalta nyugat-európai érdekeltségei (köztük a holland Grolsch és az olasz Peroni sörgyárak) értékesítését az Asahi részére. Ezzel az Asahi az európai (azon belül a nyugat-európai) sörpiac fontos szereplőjévé lép elő.

## Termékek

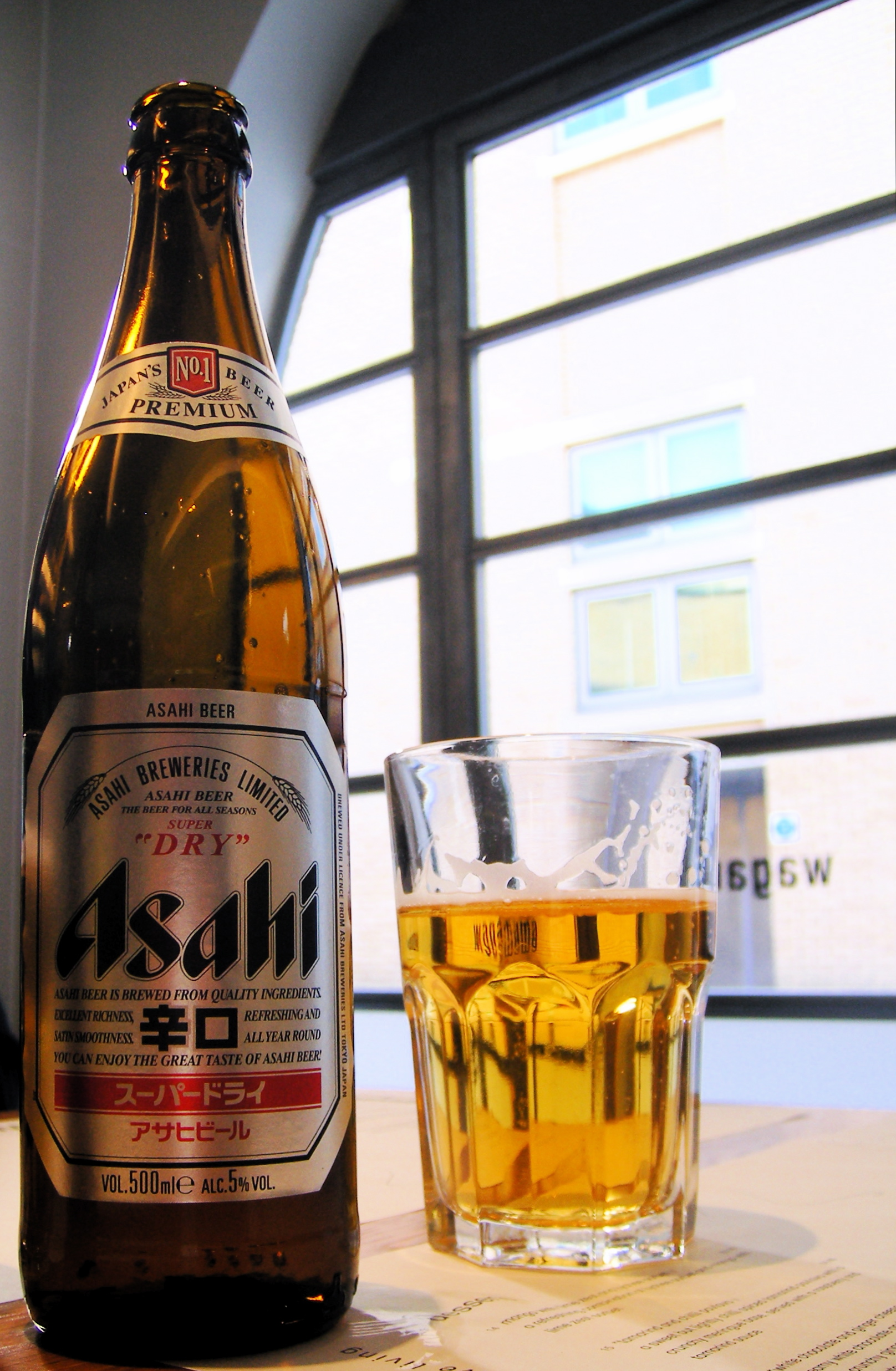
Asahi Super Dry

- Asahi Super Dry (アサヒスーパードライ) – a cég legnépszerűbb terméke, 1987-es bemutatása óta; az egyetlen forgalomba került termék Magyarországon, alkoholtartalma 5%.[9]
- Asahi Draft (アサヒドラフト) – a legelső márka, 1892-ben debütált
- Asahi Gold (アサヒゴールド) – a cég egykori zászlóshajója, 1957-ben jött ki
- Asahi Stout (アサヒスタウト)
- Asahi Z (アサヒドライゼロ) – alkoholmentes
- Asahi Black (アサヒ黒生)
- Asahi Prime Time – csak Japánban forgalmazzák

## Fordítás
Ez a szócikk részben vagy egészben  az   Asahi Breweries című angol Wikipédia-szócikk fordításán alapul.  Az eredeti cikk szerkesztőit annak laptörténete sorolja fel. Ez a jelzés csupán a megfogalmazás eredetét és a szerzői jogokat jelzi, nem szolgál a cikkben szereplő információk forrásmegjelöléseként.